# Misión de las Naciones Unidas en Liberia

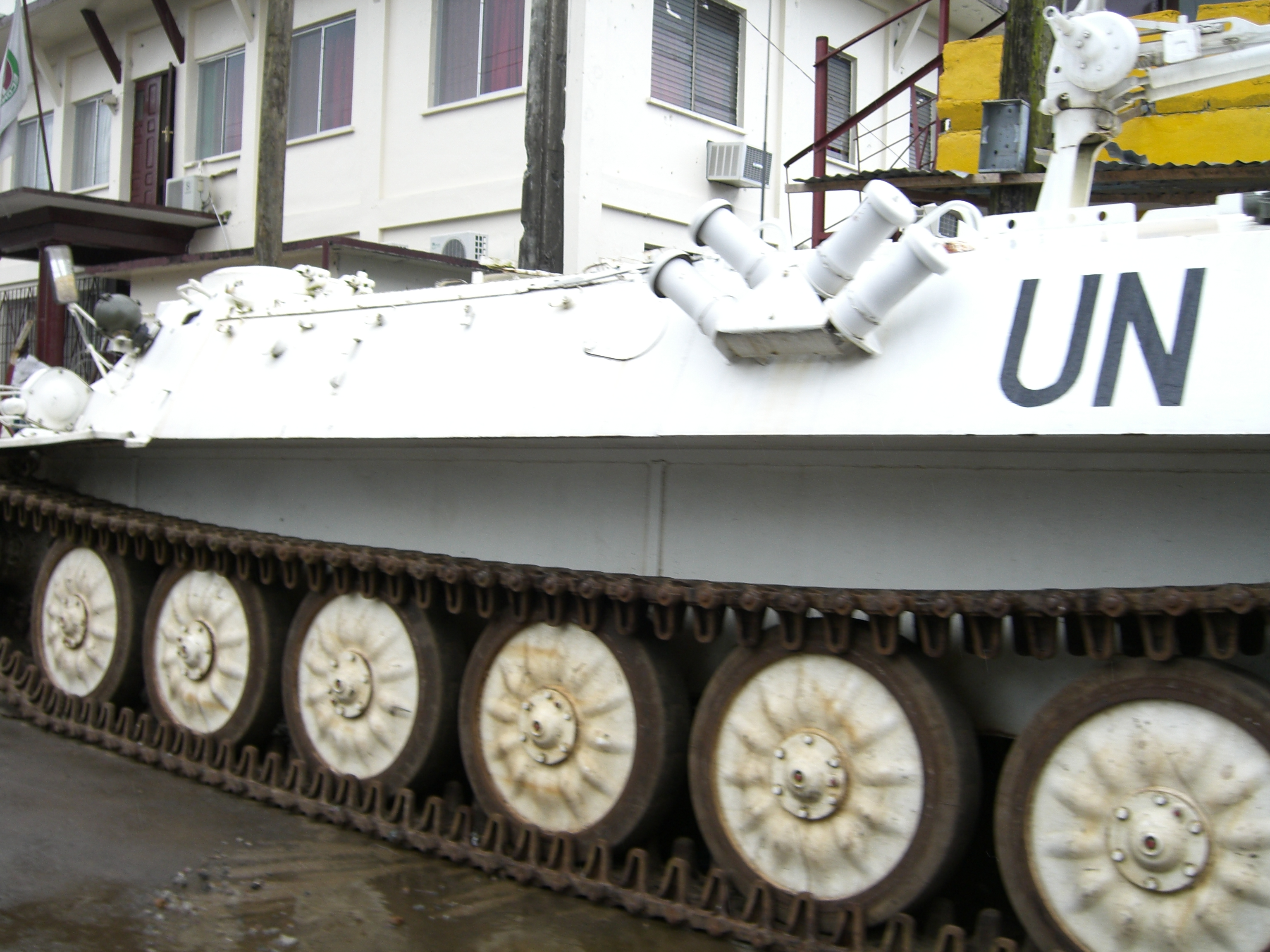
Vehículo blindado (UNMIL) de la ONU para transportar personas.

La Misión de las Naciones Unidas en Liberia (conocida también como UNMIL, por sus siglas en inglés) es una fuerza internacional de mantenimiento de la paz desplegada en Liberia desde 2003. El mandato de la UNMIL está desarrollado en la resolución 1509 del Consejo de Seguridad del 19 de septiembre de 2003 y prorrogado por sucesivas resoluciones del mismo organismo de las Naciones Unidas. Originariamente, según la resolución 1509, los objetivos principales de la misión eran: la supervisión del alto el fuego y el proceso de paz en el país; la protección del personal e instalaciones de las Naciones Unidas y de la población civil; el apoyo de actividades relacionadas con la asistencia humanitaria y los derechos humanos; y la formación de los cuerpos de seguridad locales. Posteriormente, con la aprobación de la resolución 1638 de 11 de noviembre de 2005, el mandato fue extendido de tal modo que se incluía como elemento adicional la captura y detención del expresidente de Liberia Charles Taylor en el caso de que regresara al país para su procesamiento por el Tribunal Especial para Sierra Leona.
A fecha 31 de julio de 2011 la UNMIL estaba compuesta por 9.200 efectivos uniformados, de los cuales 7.782 eran soldados, 130 observadores militares y 1.288 policías. Además la fuerza estaba complementada por 471 civiles internacionales personal de las Naciones Unidas, 997 civiles locales personal de las Naciones Unidas y 233 voluntarios de las Naciones Unidas. Desde su creación en 2003 la UNMIL había sufrido 160 bajas en total entre personal uniformado (soldados y policías) y personal civil (observadores internacionales y personal civil internacional y local).